# NZXT
NZXT는 캘리포니아주 로스앤젤레스에 본사를 둔 컴퓨터 하드웨어 제조업체며, PC 게임 시장을 위한 컴퓨터 케이스, 부품 및 액세서리를 제작한다.

## 역사
NZXT는 2004년 조니 후가 DIY PC 빌딩 커뮤니티를 위한 제품을 생산하면서 설립되었다. 이 회사의 첫 번째 제품은 트랜스포머 장난감과 조명 효과를 닮은 플라스틱 전면 베젤이 특징인 NZXT 가디언이었다. 시간이 지나면서 파워서플라이, 컴퓨터 냉각 장치, 마더보드 및 스트리밍 장치를 포함한 다른 범주의 컴퓨터 하드웨어로 점차 확장되었다.

## 제품
NZXT는 컴퓨터 케이스로 가장 잘 알려져 있지만 메인보드, 전원 공급 장치, 냉각 제품, LED 조명 및 PC 게이머를 위해 판매되는 기타 액세서리를 판매한다. 로스앤젤레스에서 제품을 설계하고 개발하며, 제조는 중국 선전시에 있다.

### 케이스
NZXT는 가디언지를 출시한 2003년부터 케이스를 만들고 있다. 2013년에 팬텀 630, 530, 410이 출시되었다.
S340은 2016년에 출시되었으며 이후 레이저와 협업해 출시했다. S340은 2016년 S340 엘리트와 함께 리뉴얼되었으며, S340의 아크릴 패널 대신 강화 유리 측면 패널이 적용되었다. S340 엘리트의 한정판 하이퍼 비스트 에디션이 나중에 출시되었다. 또한 2016년 NZXT는 당시 케이스 라인업과 비교하여 근본적으로 다른 디자인을 특징으로 하는 미니 ITX 섀시 만타를 출시했다. 이후 NZXT와 레이저는 파트너십을 중단했다.
2017년 10월 H700, H400 및 H200으로 구성된 새로운 케이스 라인이 출시되었다. 이들은 디자인이 미니멀리스트이며 강화 유리 측면 패널이 있는 강철로 제작되었다. 달라진 점은 장식 LED 조명 및 팬 컨트롤러가 있다.

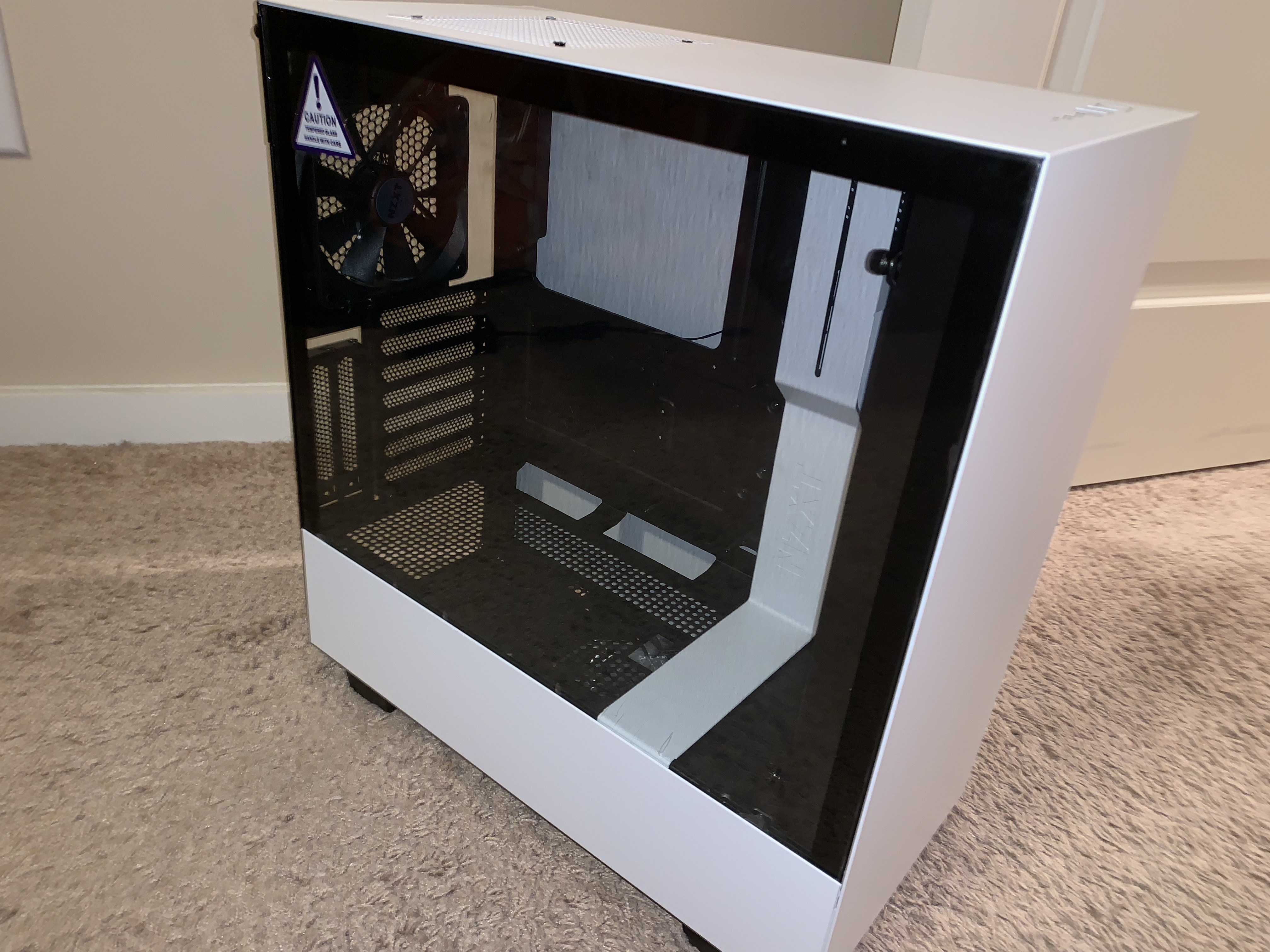
빈 H500i 케이스

더 저렴한 케이스인 H500이 2018년 5월에 라인업에 추가되었다.
H 시리즈는 2019년 5월에 개정판이 출시되었고, 전면 패널 USB-C 포트가 도입되었다. 새로워진 케이스 중 하나인 H510 Elite는 케이스 전면에 두 번째 유리 패널이 추가되었다..
2020년 2월 NZXT는 소형 콤팩트 케이스인 H1을 출시했다. 몇 달 후 컴퓨터 전용 리뷰 유튜브 채널인 게이머 즈 넥서스 (Gamers Nexus)가 2020년 11월 30일 처음으로 H1 시리즈의 문제점에 대해 리뷰하기 시작했다. 2021년 2월 2일, NZXT는 영구적인 해결책이 나올 때까지 H1 케이스를 제품 라인업에서 제거했다.

### 쿨러

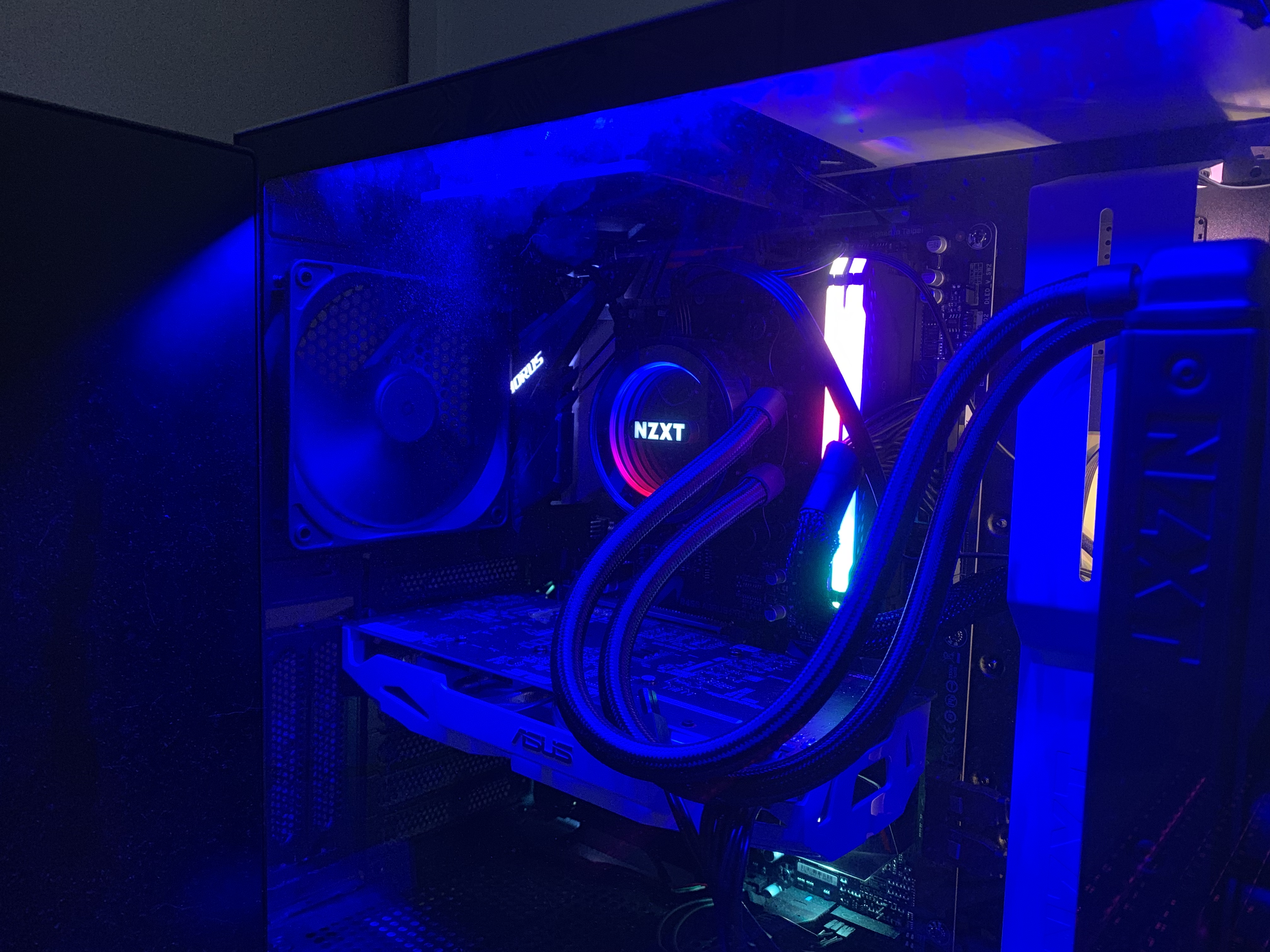
NZXT X52 240mm 수냉기

NZXT는 크라켄 라인업으로 여러 개의 일체형 워터쿨러 제품을 판매하고 있다. 이 중 첫 번째 모델은 2013년에 출시되었으며, 크기는 140mm와 280mm다. 이후 NZXT는 120mm 및 360mm 크기의 새로운 쿨러와 펌프 및 라디에이터 개선을 포함하여 이 라인업에 대한 여러 업데이트를 출시했다. 가장 최근에 맞춤형 LED 디스플레이와 나머지 AIO 라인업에 대한 업데이트를 포함하는 쿨러인 Z73을 출시했다.

### 기판
NZXT는 2018년 1월에 Intel Z370 칩셋을 위한 자체 마더보드 라인을 출시했다. 회로가 노출되지 않아 미니멀한 디자인으로 호평을 받았다. 하지만 처음에는 비싼 가격 때문에 비판을 받았다. Z390 칩셋을 지원하기 위해 2018년 10월에 라인업이 갱신되었다. NZXT 브랜드의 Z390 마더보드는 엘리트 (Elite)그룹에서 제조한 반면 Z490은 에즈락 (ASRock)에서 제조했다.

### 파워서플라이
NZXT는 2010년에 파워서플라이를 판매하기 시작한 후 2016년에 판매를 중단했다.그들은 2018년 7월 디지털 제어 파워서플라이로 시장에 재진입했다.

### 조명 라인
NZXT는 RGB & 팬 컨트롤러, 언더글로우, LED 스트립, RGB 케이블 타이 및 데스크톱 조명 시스템을 포함해 자체 조명 제품 라인을 만들기 시작했다.

### CRFT
NZXT는 2018년 5월 테마 한정판 PC 케이스 시리즈인 CRFT 라인에 첫 번째 제품을 출시했다.처음에 배틀그라운드와 파트너쉽 사례로 시작, 이후 베데스타 소프트웍스의 폴아웃 테마를 출시했다. 또 다른 PUBG 및 폴아웃 시리즈 사례와 더불어 월드 오브 워크래프트, 톰 클랜시의 레인보우 식스 테마도 출시되었다.

### 오디오
NZXT는 2019년 11월 오디오 제품 라인을 판매하기 시작했다. 헤드셋, 오디오 믹서, 그리고 헤드셋 스탠드를 출시했다.

### 게임 액세서리
NZXT는 2017년 1월 케이블 관리 및 헤드셋 마운트에 사용되는 퍽을 시작으로 게이밍 액세서리 라인에 첫 번째 제품을 출시했다. 이후 마우스 패드와 슬링백을 출시했다.

## BLD
2017년 NZXT는 BLD라는 컴퓨터 구축 서비스를 시작했다. 이 서비스는 PC 빌드를 생성하기 전에 어떤 게임을 할 것인지, 예산 제약 및 사용자 지정 옵션에 대해 사용자에게 묻는다. 빌드는 사전 조립되어 판매되고, 스타터, 미니, 스트리밍, 그리고 크리에이터 총 4가지 종류의 PC 빌드를 제공한다.

## 같이 보기
- 컴퓨터 시스템 제조업체 목록